# Павлув (Сандомирський повіт)
Павлув (пол. Pawłów) — село в Польщі, у гміні Завихост Сандомирського повіту Свентокшиського воєводства.
Населення — 138 осіб (2011).
У 1975-1998 роках село належало до Тарнобжезького воєводства.

## Демографія
Демографічна структура на день 31 березня 2011 року:
|          | Загалом | Допрацездатний вік | Працездатний вік | Постпрацездатний вік |
| -------- | ------- | ------------------ | ---------------- | -------------------- |
| Чоловіки | 72      | 8                  | 55               | 9                    |
| Жінки    | 66      | 14                 | 33               | 19                   |
| Разом    | 138     | 22                 | 88               | 28                   |